# Багачанська Перша сільська рада
Багачанська Перша сільська́ ра́да — сільська рада Великобагачанського району Полтавської області, Україна. Центром сільради є село Багачка Перша. Утворена у 1919 році.
Населення сільради 1096 осіб.

## Населені пункти
- село Багачка Перша
- село Пушкареве
- село Семенівка
- село Широке